# Radikal (álbum)
Radikal es el quinto álbum de estudio de Natalia publicado por Vale Music el 13 de noviembre de 2007 en España. Natalia ha compuesto varias de las canciones de Radikal, su quinto disco. Firma 7 temas del repertorio junto al compositor Daniel Ambrojo. Un álbum que se aleja bastante de sus anteriores trabajos. El concepto musical de Radikal lo convierte en su álbum más pop, o quizá pop-rock.
Radikal se ha grabado en los estudios DBK de Villaviciosa de Odón y Dalamix de Madrid, durante los meses de julio, agosto y septiembre de 2007. Y ha sido producido por DABRUK (DBK), nombre artístico de los productores habituales de Natalia, Kiko Rodríguez y Bruno Nicolás.

## Pistas
- 1. "Rebelde en libertad" - 3:10
- 2. "Contigo quiero estar" - 3:40
- 3. "Dime te quiero" - 3:20
- 4. "Junto a ti" - 3:10
- 5. "Mentiras" - 3:07
- 6. "Hotline" - 3:11
- 7. "Ni un minuto más" - 3:45
- 8. "Mírate" - 2:20
- 9. "Tú puedes" - 2:52
- 10. "No digas nada" - 2:36
- 11. "Mala cara para ti" - 2:47

## Sencillos

### Rebelde en libertad
Rebelde en libertad es el primer sencillo de Radikal. Es una canción de estilo pop muy comercial y en la que queda reflejado el cambio de estilo respecto a otros discos. Fue lanzado el 18 de noviembre de 2007 y llega al número 2 en Radio Fiesta. En el videoclip, aparecen imágenes de la cantante vestida de animadora junto a sus bailarinas realizando una rutina de baile, alternándose con secciones en las que canta ella sola. 

### Orden De Desalojo (Mala Cara Para Ti)
Esta canción principalmente fue para un anuncio de champú anti-piojos, con un videoclip incluido. En el álbum Natalia cambió la letra pasando de "Orden de desalojo" a "Mala cara para ti" que no tiene nada que ver con la anterior letra.

### Ni un minuto más
Ni un minuto más es el segundo sencillo de Radikal. Se trata de una balada compuesta por Natalia, sencilla y con una guitarra y un piano predominantes. #17 Radio Tarrasa. Fue anunciado en enero de 2008 como segundo sencillo oficial del disco. No tiene videoclip.

## Listas

### Semanales
| País   | Clasificación   | Primera semana | Posición de ingreso | Mejor posición | Semanas en la mejor posición | Semanas en el ranking | Última semana |
| ------ | --------------- | -------------- | ------------------- | -------------- | ---------------------------- | --------------------- | ------------- |
| Europa |                 |                |                     |                |                              |                       |               |
| España | Top 100 álbumes | 18/11/2007     | 55                  | 55             | 1                            | 1                     | 29/12/2007    |